# Ségrie
Ségrie é uma comuna francesa na região administrativa do País do Loire, no departamento de Sarthe. Estende-se por uma área de 22.2 km². Em 2010 a comuna tinha 615 habitantes (densidade: 27,7 hab./km²).